# چینیایخا
چینیایخا (روسی: Чиняиха) یک جزیره در استان نووسیبیرسک کشور روسیه است.